# 園部マキ
園部 マキ（そのべ まき、明治18年（1885年）12月1日 - 昭和19年（1944年）1月）は、保育事業家。
大正3年（1914年）に、京都市最初の保育園を開設した。

## 経歴
明治18（1885）年12月1日、宮崎県高鍋で士族の家庭に生まれる。旧姓は、藤田。
明治33（1900）年に、同志社女学校（現在の同志社女子大学）入学し、明治38（1905）年、に卒業する。同年、京都看病婦学校1年に編入し、同年5月には渡米、フィラデルフィアの一致協会附属看護学校（Presbyteriam Hospital of Nursing）に留学する。
明治42（1909）年4月、卒業。その後、社会施設事業等を見学視察し、同年11月に帰国。
大正3（1914）年、信愛保育園を開設。これが、京都市最初の保育園である。また同年、園部逸堂と結婚する。
大正10（1921）年7月、ニューヨーク州立婦人病院附属看護学校に2度目のアメリカ留学し、翌大正11（1922）年、同校の看護の過程を終了する。その後、再び社会施設事業等を見学視察の後、帰国。
昭和2年（1927年）に、婦人公同委員（京都における民生委員の前身）の委嘱を受ける。これは初の京都婦人民生委員である。また、昭和9（1934）年には、母子ホーム　母子の家・希望寮を開設するなど、保育園以外の社会事業も行う。
昭和19年（1944年）1月、胃潰瘍により永眠。